# Саут Шафтсбери (Вермонт)
Саут Шафтсбери (енгл. South Shaftsbury) насељено је место без административног статуса у америчкој савезној држави Вермонт.

## Демографија
По попису из 2010. године број становника је 683, што је 89 (-11,5%) становника мање него 2000. године.
| Група             | 2000.       | 2010.       |
| Белци             | 762 (98,7%) | 665 (97,4%) |
| Афроамериканци    | 0 (0,0%)    | 3 (0,4%)    |
| Азијати           | 4 (0,5%)    | 3 (0,4%)    |
| Хиспаноамериканци | 0 (0,0%)    | 2 (0,3%)    |
| Укупно            | 772         | 683         |